# Damián (Městečko South Park)
Damián (v anglickém originále Damien) je desátý díl první řady amerického komediálního animovaného televizního seriálu Městečko South Park.

## Děj
Do školy přichází Luciferův syn - Damián, který není v nové škole přijat mezi spolužáky. Kamarádí se s Pipem, britským žákem, který je taky zavrhován, ale když zjistí, že se může stát oblíbeným, vyhodí Pipa do vzduchu, zapálí a vybuchne díky jeho schopnostem. Damiánův otec Ďábel vyzývá Ježíše na boxerský souboj dobra a zla. Mezitím je přijat Damián na Ericovu oslavu narozenin, ale když Eric nedostane od Kyle dárek, který od něj očekával skončí oslava a kluci až na Erica jdou povzbudit Ježíše, na kterého si z celého South Parku vsadil jen jeden. Ježíš dostává od Satana rány, ale nevzdá se a lehce ho praští, když v tom se Satan zhroutí. Satan se po Ježíšově vítězství sám přizná, že to byl on, kdo si na něj vsadil a odejde se svým synem pryč. Ježíš všem lidem odpustí. Eric na své oslavě spořádal sám celý dort, který slíbil hostům, pokud mu dají dárky.